# Нику, Максимилиан
Максимилиан Нику (рум. Maximilian Nicu; 25 ноября 1982, Прин-ам-Кимзее) — румынский футболист, полузащитник клуба «Прин». Обладает гражданством Германии и Румынии.

## Клубная карьера
Играл за детские и юношеские команды клубов «Прин», «Розенхайм 1860» и «Унтерхахинг». В 2002 году он начал играть за основную команду «Унтерхахинга». В сезоне 2002/03 он сыграл в 23 играх и забил 2 мяча.
По окончании сезона вместе с «Унтерхахингом» он поднялся во Вторую Бундеслигу, однако в следующем сезоне больше не задействовался и в феврале 2004 года перешёл в «Рот-Вайсс» из Эрфурта, который выступал в Региональной лиге. Во втором круге сезона 2003/2004 он сыграл за клуб из Тюрингии в 13 встречах и вновь поднялся во Вторую Бундеслигу. На сезон 2004/05 он не был включён в состав команды.
Спустя полгода пребывания без клуба, 1 января 2005 года Нику подписал контракт с клубом «Веен» из Региональной лиги «Юг». Там он смог сразу стать игроком основы и стал в сезоне 2005/06 одним из двух лучших бомбардиров лиги, забив 16 мячей. После этого Нику подписал «Ваккер» из Бургхаузена, выступавший во Второй Бундеслиге. Там в сезоне 06/07 он был игроком основного состава, однако по итогам сезона «Ваккер» вылетел из Второй Бундеслиги. В 2007 году он вернулся в «Веен», где смог продолжить играть во втором по силе дивизионе немецкого футбола. С 2008 по 2010 годы Нику выступал за берлинскую «Герту», однако после вылета из Бундеслиги берлинцы не воспользовались опцией продления контракта и полузащитник перешёл во «Фрайбург». В первом сезоне за свой новый клуб он вышел на поле в 23 матчах, но в первом круге сезона 2011/12 он появился на поле лишь в четырёх встречах. В зимнюю паузу со стороны руководства ему сообщили, что клуб в его услугах больше не нуждается. В конце января 2012 года он перешёл в клуб Второй Бундеслиги «Мюнхен 1860».

## Карьера в сборной
Выбирая страну, за которую будет играть, долго не колебался: он хотел играть за страну своих родителей. В 2009 году он просил румынский паспорт. Нику был вызван на сбор перед матчами против Сербии и Австрии. 17 марта получил румынское гражданство. Он дебютировал в сборной Румынии 1 апреля 2009 года против Австрии, выйдя на замену на 84-й минуте вместо Бэнела Николицэ.

## Статистика
По состоянию на 15 июня 2012.
| Сезон        | Клуб                | Чемпионат | Чемпионат | Кубок | Кубок | Еврокубки | Еврокубки | Всего | Всего |
| Сезон        | Клуб                | Матчи     | Голы      | Матчи | Голы  | Матчи     | Голы      | Матчи | Голы  |
| ------------ | ------------------- | --------- | --------- | ----- | ----- | --------- | --------- | ----- | ----- |
| 2002/03      | Унтерхахинг         | 23        | 2         | 3     | 0     | 0         | 0         | 26    | 2     |
| 2003/04      | Унтерхахинг         | 0         | 0         | 0     | 0     | 0         | 0         | 0     | 0     |
| 2003/04      | Рот-Вайсс (Эрфурт)  | 13        | 0         | 0     | 0     | 0         | 0         | 13    | 0     |
| 2004/05      | Веен                | 14        | 4         | 0     | 0     | 0         | 0         | 14    | 4     |
| 2005/06      | Веен                | 34        | 16        | 0     | 0     | 0         | 0         | 34    | 16    |
| 2006/07      | Ваккер (Бургхаузен) | 31        | 4         | 3     | 1     | 0         | 0         | 34    | 5     |
| 2007/08      | Веен                | 32        | 6         | 1     | 0     | 0         | 0         | 33    | 6     |
| 2008/09      | Герта               | 28        | 2         | 2     | 0     | 7         | 1         | 37    | 3     |
| 2009/10      | Герта               | 15        | 1         | 2     | 0     | 9         | 0         | 26    | 1     |
| 2010/11      | Фрайбург            | 23        | 0         | 1     | 0     | 0         | 0         | 24    | 0     |
| 2011/12      | Фрайбург            | 4         | 0         | 1     | 0     | 0         | 0         | 5     | 0     |
| 2011/12      | Мюнхен 1860         | 15        | 0         | 0     | 0     | 0         | 0         | 15    | 0     |
| За всё время |                     | 232       | 35        | 13    | 1     | 16        | 1         | 261   | 37    |